# Tempio di Giano

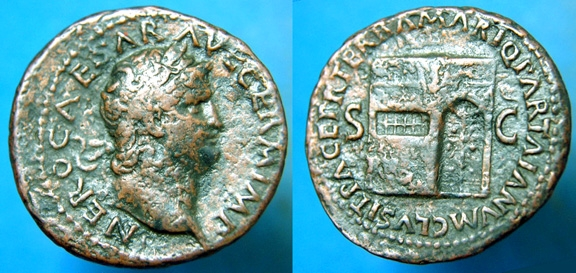
Il tempio di Giano nella moneta del 66, con le porte chiuse.

Il tempio di Giano era un luogo di culto nel Foro romano dedicato al dio Giano, una delle divinità più importanti della religione romana, fin dai tempi del secondo re di Roma, Numa Pompilio.

## Storia e descrizione
Era situato a cavallo dell'Argileto (la strada che separa la Basilica Emilia dalla Curia) allontanandosi dalla piazza in direzione della Subura ed era composto essenzialmente da un arco a due ingressi.
Questo arco era il più antico e importante santuario di Giano, la divinità romana bifronte che proteggeva ogni ingresso e ogni inizio. La statua della divinità era collocata al centro del passaggio, che forse era un'antica porta cittadina. Dell'edificio resta solo una traccia in una moneta di Nerone.
Secondo Servio, l'edificio venne distrutto sotto Domiziano e sostituito da un arco quadrifonte, già al centro del vicino Foro Transitorio.
Il tempio veniva chiuso durante i periodi di pace come avvenne durante il regno di Numa Pompilio (715 a.C. - 673 a.C.), nel primo consolato di Tito Manlio Torquato (235 a.C.) e nel corso dei principati di Augusto (10 a.C.) e di Nerone, secondo la testimonianza di Svetonio.
(Svetonio, Vite dei Cesari, Divus Augustus 22)
Il tempio venne aperto per l'ultima volta sotto il regno del giovane imperatore Gordiano III, prima della sua partenza per una campagna militare contro i Sasanidi nel 242.
Procopio di Cesarea, nel suo De bello Gothico, racconta che durante l'assedio di Roma da parte dei Goti (guerra Greco-Gotica 535-553 d.C.) la popolazione romana, esasperata dalla durezza dell'assedio, tentò di forzare le porte del tempio, senza riuscirvi.
Del tempio non sono stati ritrovati resti. La sua collocazione resta tuttora incerta.
La rappresentazione del tempio di Giano con le porte aperte fu una frequente allusione al tema della guerra nell'arte soprattutto barocca: fu rappresentato ad esempio da Rubens e da Pietro da Cortona.